# İsmet İnönü
Mustafa İsmet İnönü (pronunciació AFI isˈmet ˈinøny 24 de setembre de 1884 - 25 de desembre de 1973), anomenat Milli Şef (el Cap nacional) entre 1938-1950, fou un militar i polític turc. És considerat com la figura politico-militar més important de la història contemporània de Turquia després de Mustafa Kemal Atatürk i és per aquesta raó que rep el sobrenom de İkinci Adam, «el segon home». Es tracta d'una figura polèmica de la vida política turca; alguns subratllen el règim autoritari que va instaurar durant la seva presidència (1938-1950), però altres recorden que fou ell mateix qui va endegar la transició pacífica cap a un règim multipartidista i que sempre va respectar les regles del joc democràtic a partir de 1950.

## Infantesa i família
İsmet İnönü va néixer a İzmir el 1884. Rebé el cognom İnönü a partir de 1934 per motiu de la seva destacada participació en les batalles d'İnönü, que van tenir lloc als voltants de la vila d'İnönü, durant la Guerra greco-turca.
En total eren cinc germans i germanes. El seu pare, Reşit Efendi (pronunciat Reixit), era un funcionari nascut a Malatya però originari de Bidlis. Formava part d'un clan kurd anomenat Kürümoglu. La seva mare, Cevriye Temelli Hanim (pronunciat Jevrié), procedia d'una família originària de Razgrad a la regió de Deliorman (avui a Bulgària), immigrada a Istanbul en el moment de l'èxode de les poblacions turques dels Balcans com a resposta a la derrota otomana de 1878 davant de l'exèrcit rus. És a Istanbul que Reşit i Cevriye es troben i uneixen les seves vides. Però sobre la base dels canvis de lloc, la família es va desplaçar quasi sense parar a través del país, com tots els funcionaris d'Estat sota el regnat d'Abdul Hamid II.
İsmet İnönü estudià a les escoles militars per esdevenir el 1903 oficial en l'exèrcit otomà. Va servir al Iemen i a Síria. Es va casar amb Mevhibe (1897-1992), d'una família originària de Deliorman, com la mare d'İnönü, el 13 d'abril de 1916. La parella va tenir quatre infants, un dels quals morí a una edat primerenca.

## La Guerra d'Independència
Després de la derrota de l'exèrcit otomà al final de la Primera Guerra Mundial el 1918, va participar en el moviment independentista, el cap del qual era Atatürk. Fugint d'Istanbul, llavors sota ocupació dels Aliats, es reuní amb el bàndol nacionalista a Ankara a partir del 1919. Va esdevenir membre de la Gran Assemblea Nacional de Turquia i va participar activament en els combats durant la Guerra d'Independència Turca (1919-1922) en el front de l'oest. Va ser conegut sobretot per les batalles d'Inönü de gener i març de 1921 enfront dels grecs. Lentament, va esdevenir el braç dret i home de confiança d'Atatürk, i esdevingué Ministre d'Afers Exteriors de 1922 a 1924.

## Primer Ministre (1923-1924; 1925-1937)
Després de la derrota definitiva de l'exèrcit grec el 22 de setembre de 1922, va dirigir la delegació turca en les negociacions del Tractat de Lausana el 1923, que va tancar la Primera Guerra mundial per a Turquia. Va formar el primer govern de la República de Turquia el 30 d'octubre del 1923, però va dimitir el 8 de novembre de 1924. Va tornar a ser Primer Ministre el 3 de març de 1925, en resposta a la dimissió del Primer Ministre Fethi Okyar, incapaç d'administrar la revolta islamista i nacionalista kurda de Şeyh Said que va destrossar les regions sud-est del país. Després d'haver calmat la situació, va tenir un paper important per forjar una política econòmica estatista. Va consagrar un esforç considerable a construir ferrocarrils que cobrissin tot el país. Va voler, sobretot, reforçar la burocràcia i la centralització del país.
Va visitar Atenes el 1930, en un esforç de restabliment de les relacions pacífiques amb Grècia.
Després d'un llarg viatge a les regions de l'est del país, va preparar una informe secret, que no va ser publicat fins als anys 1990 sobre la regió, i va proposar reorganitzar la gestió de les ciutats majoritàriament habitades pels kurds. Aquest informe portarà a la redacció per part Raif Karadeniz, diputat de Trabzon, de l'anomenada llei de Tunceli. Aquesta llei, element la política de centralització a les regions kurdes va ser promulgada el 31 de desembre de 1935. La seva aplicació portarà a una insurrecció generalitzada a la regió de Tunceli (antiga Dersim) el 1937-1938, que serà reprimida per la força de les armes.
Com a conseqüència de les dissensions amb el president Atatürk, va dimitir del seu lloc de Primer Ministre el setembre de 1937 i va ser reemplaçat pel seu vell rival, Celal Bayar. Les polítiques d'İnönü eren considerats per Atatürk com a molt estatistes en l'àmbit econòmic i molt passives en l'àmbit de la política estrangera.

## President de la República (1938-1950)
La seva travessia del desert no durà ni un any, ja que en resposta a la mort d'Atatürk el 10 de novembre de 1938, va ser escollit per unanimitat per la Gran Assemblea Nacional de Turquia com a segon President de la República de Turquia, l'11 de novembre de 1938. Va esdevenir també cap del partit CHP, llavors partit únic.
Durant la Segona Guerra Mundial, va preservar la neutralitat de Turquia però per tal de poder participar en la Conferència de San Francisco, que tendia a establir les Nacions Unides, va declarar la guerra a Alemanya el febrer de 1945. Però aquesta declaració no va tenir efectes concrets, ja que les operacions sobre el terreny ja s'havien acabat i, per tant, les tropes turques no van participar en cap combat.
Les dificultats econòmiques greus viscudes durant la guerra i les seves polítiques autoritàries van degradar àmpliament la seva imatge amb la població. L'impost sobre la fortuna (Varlık Vergisi) imposat el 1942, va colpir de ple les poblacions cristianes i jueves del país pel seu caràcter discriminatori. Així, el seu rebuig a atorgar refugi als jueus de Romania en el mateix any, ha de ser citat. És igualment conegut per la pressió exercitada sobre els mitjans de comunicació. Fins i tot la substitució de les imatges d'Atatürk per la seva sobre els bitllets de banc, les monedes i els segells o bé la fixació obligatòria dels seus retrats als despatxos de l'administració pública i en les classes d'escoles han estat qualificats de reflex de voluntat dictatorial, fins i tot totalitària. Es va mostrar igualment com un ardent defensor d'una laïcitat molt estricta. Anys més tard, va justificar aquests gests per la necessitat de guardar el control total sobre el país, per tal de poder preservar Turquia de la Segona Guerra Mundial.
Malgrat la seva imatge de dictador, sostinguda pel seu títol oficial Milli Şef (el Cap nacional), va autoritzar la creació dels partits polítics d'oposició el 1945, la qual cosa va marcar el començament del pluralisme polític al país. Així, Mustafa Fevzi Çakmak i Celal Bayar van passar al camp de l'oposició. En refusar les demandes soviètiques en relació amb els Estrets Turcs, escull alinear-se amb les polítiques dels Estats Units i va acceptar de participar en el programa d'ajuda americà, el Pla Marshall. Així, Turquia es va posicionar al camp occidental durant tota la durada de la Guerra Freda.

## Cap de l'oposició (1950-1960)
Després de les eleccions legislatives del 14 de maig de 1950, va acceptar la derrota electoral del CHP i va abandonar el seu càrrec sense problema, deixant la seu presidencial a Celâl Bayar, cap del Partit Demòcrata. En tant que cap del CHP, va assumir la funció de líder de l'oposició durant els anys 1950.

## Primer Ministre (1961-1965)
Després del cop d'estat militar del 27 de maig de 1960 i les eleccions de 1961, va esdevenir Primer Ministre. Però el seu partit no tenia la majoria absoluta al Parlament, per la qual cosa es va recolzar en coalicions per governar. En gran part gràcies al seu carisma personal, va saber avortar dues temptatives de cop d'estat el 1962 i 1963 organitzades pel coronel Talat Aydemir. Aquest últim seria finalment jutjat i condemnat a mort.
Va signar el tractat d'associació amb la Comunitat econòmica europea, anomenat tractat d'Ankara, el 1963 i va endegar així el procés d'adhesió del país a la Unió Europea. Va deixar el seu càrrec de Primer Ministre el 6 de febrer del 1965, en resposta al rebuig del seu pressupost per part del Parlament i va passar de nou a l'oposició.

## Darrers anys

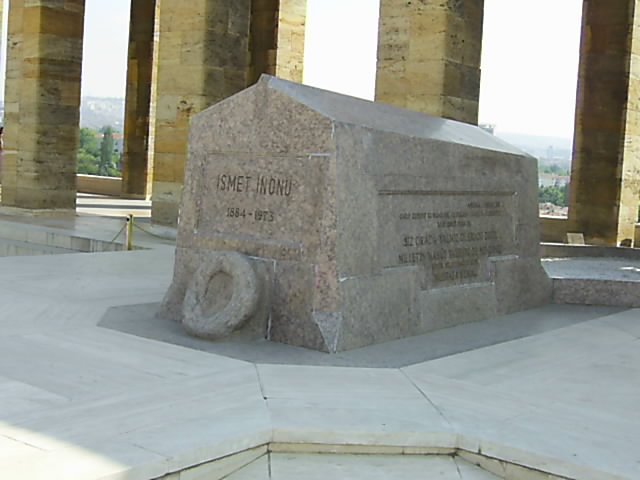
Tomba d'İsmet İnönü a l'Anıtkabir

Criticat al si del seu partit sobre la base del seu immobilisme i debilitat per la seva edat avançada, va ser bandejat en el moment del congrés del partit del 8 de maig de 1972, el qual escollí Bülent Ecevit com a cap del partit. İsmet İnönü va deixar així la vida política. Va morir el 25 de desembre del 1973 i va ser enterrat al Mausoleu d'Atatürk, a Ankara.

## La família İnönü

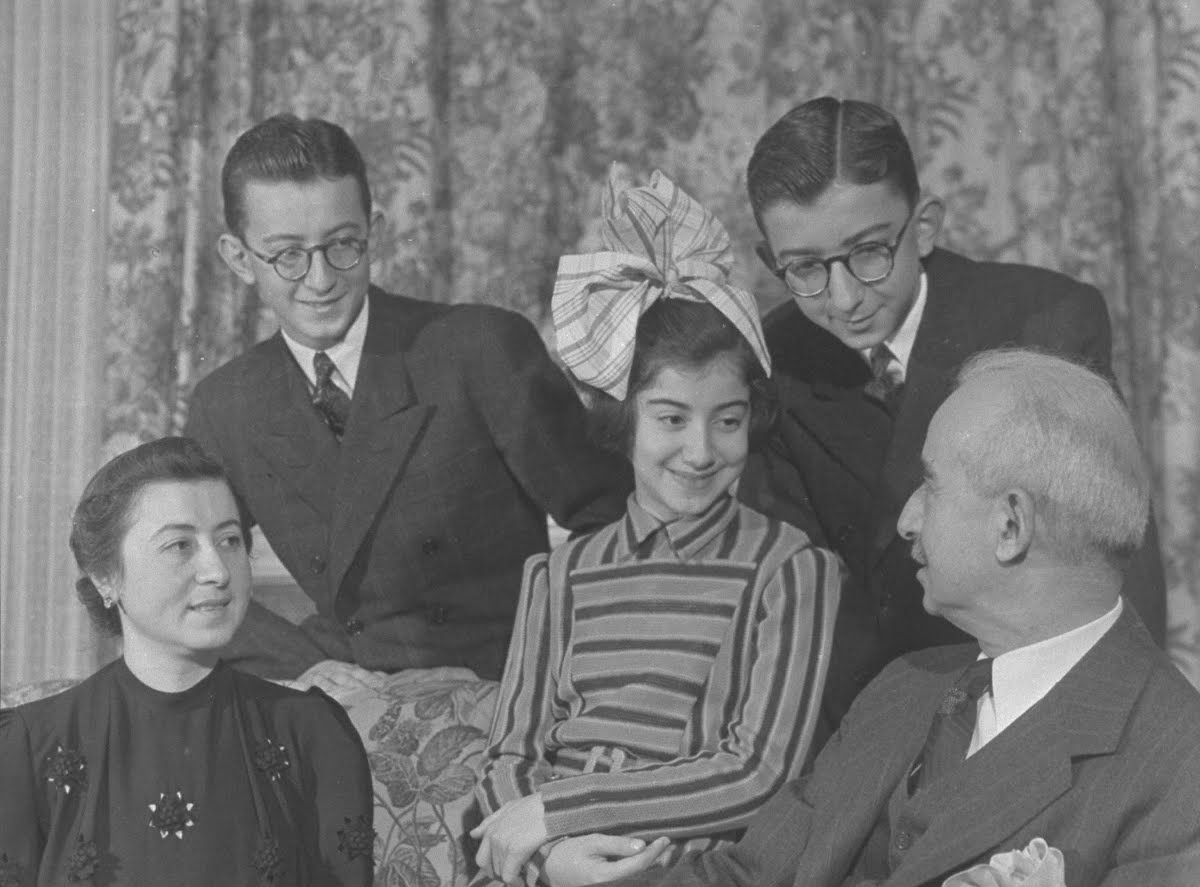
La família İnönü als anys 1940

El seu fill gran, Ömer İnönü (1924-2004) fou un home de negocis.
El seu segon fill, Erdal İnönü (1926-2007) fou un universitari i polític.
La seva filla Özden İnönü (nascuda el 1930) es va casar el periodista vedette Metin Toker (1924-2002). Llur filla, Gülsün Bilgehan (nascuda el 1957), és una política.